# Франсіс Нганну
Франсіс Нганну (фр. Francis Ngannou; нар. 5 вересня 1986, Батіе, Камерун) — франко-камерунський боєць змішаних бойових мистецтв і боксер, який виступав під егідою UFC у важкій ваговій категорії, колишній чемпіон UFC у важкій ваговій категорії. Відомий своїми брутальними нокаутами всередині октагона і володіє нокаутуючим ударом з обох рук, що часто закінчує бій на початку першого раунду. Багато аналітиків вважають удар Нганну найважчим серед усіх бійців світу незалежно від виду бойових мистецтв. Діючий чемпіон PFL у важкій вазі.

## Біографія
Нганну народився і виріс у селі Батіе, Камерун. Нганну жив у бідності і не міг одержати освіту. Він заробляв випадковими заробітками, щоб звести кінці з кінцями. У 22 роки, натхненний боями Майка Тайсона, Нганну почав займатися боксом, в 26 — емігрував до Франції, щоб продовжити шлях до своєї мрії стати професійним боксером.
По приїзду в Париж Нганну був бездомним і жив на вулицях Парижа. Після життя на вулиці Нганну почав безкоштовно навчатися в залі ММА з 2013 року.

## Кар'єра в змішаних бойових мистецтвах

### Ultimate Fighting Championship
7 липня 2018 року на турнірі UFC 226 Нганну провів бій з американським важковаговиком Дерріком Льюїсом. Обидва бійця вигравали більшу частину своїх боїв нокаутами, тому від них чекали яскравого поєдинку.
Однак більшу частину трираундового поєдинку спортсмени просто ходили по рингу без ударів і боротьби, зрідка атакуючи один одного. За 15 хвилин бою бійці завдали 31 удар, з яких Нганну завдав лише 11 ударів. В ході другого раунду суперники навіть отримали попередження від рефері за пасивність. Оскільки Льюїс був активніше в ході всього бою, він отримав перемогу за очками одноголосним рішенням суддів (29-28, 29-28, 30-27).
Американський спортивний коментатор Джо Роган назвав цей бій найгіршим в історії важкого дивізіону UFC.
Президент UFC Дейна Уайт також назвав цей поєдинок жахливим і сказав, що після бою з Алістаром Оверимом зарозумілість Нганну «злетіла до небес» і зіграла проти нього.
На наступний день після поєдинку Нганну вибачився перед своїми вболівальниками, сказавши, що засмучений цим поєдинком і визнавши, що його страхи з попереднього бою з Міочичем перекочували і в цей бій. Однак він пообіцяв повернутися.
Повернення Нганну в октагон ознаменувався його другою перемогою над Кертісом Блейдсом. Після потужного оверхенда від Нганну Кертіс Блейдс повалився на підлогу, після чого зробив кілька спроб встати, але безуспішно: Нганну активно добивав суперника, не даючи йому прийти в себе. На 44 секунді 1-го раунду рефері було прийнято рішення зупинити бій і визнати поразку Блейдса технічним нокаутом вдруге. Таким чином, вкрай невдалий для себе 2018 рік Франсіс Нганну зумів закінчити яскравою перемогою і своїм поверненням на переможну серію.
У лютому 2019 року відбувся поєдинок в рамках UFC між Нганну і колишнім чемпіоном UFC Кейном Веласкесом. Бій закінчився на 26 секунді 1 раунду після того, як Нганну в метушні при зближенні пробив аперкот і Кейн Веласкес звалився на настил, де був добитий.
У червні 2019 року відбувся бій між Нганну і Жуніором дус Сантусом. На другій хвилині бою Жуніор дус Сантус викинув замашистий оверхенд, від якого Нганну ухилився і контратакував опонента точним боковим ударом у щелепу. Нганну добив Жуніора дус Сантуса на настилі, в результаті здобувши чергову перемогу нокаутом у першому раунді над ще одним колишнім чемпіоном UFC у важкій вазі.
9 травня 2020 року на UFC 249 Нганну знадобилося всього 20 секунд, щоб нокаутувати сурінамця Жаірзіньо Розенстрайка. За підсумками турніру камерунець отримав бонус за «Виступ вечора». Тепер його чекає титульний бій, який, можливо, буде проходити за тимчасовий пояс.

### Титули та досягнення
- Ultimate Fighting Championship
  - Володар премії «Виступ вечора» (чотири рази) проти Ентоні Хемілтона, Андрія Орловського, Кертіса Блейдса (2 бій) Жуніора дус Сантуса.

### Статистика в змішаних бойових мистецтвах
| Професійна кар'єра бійця |            |           |
| Боїв 21                  | Перемог 18 | Поразок 3 |
| Нокаут                   | 13         | 0         |
| Здача                    | 4          | 0         |
| Рішення суддів           | 1          | 3         |

| Результат | Рекорд | Суперник              | Спосіб                                | Турнір                                       | Дата              | Раунд | Час  | Місце                    | Примітки |
| --------- | ------ | --------------------- | ------------------------------------- | -------------------------------------------- | ----------------- | ----- | ---- | ------------------------ | --- |
| Перемога  | 18-3   | Реннан Ферейра        |                                       |                                              |                   |       |      |                          | |
| Перемога  | 17-3   | Сіріл Ган             | Одноголосне рішення                   | UFC 270                                      | 22 січня 2022     | 5     | 5:00 | Анагайм, Каліфорнія, США | Захистив і об'єднав титул чемпіона UFC у важкій вазі. Титул пізніше був звільнений, коли закінчився контракт Нганну. |
| Перемога  | 16-3   | Стіпе Міочич          | Нокаут (удар)                         | UFC 260                                      | 27 березня 2021   | 2     | 0:52 | Лас-Вегас, Невада, США   | Виграв титул чемпіона UFC у важкій вазі. Виступ вечора.                                                              |
| Перемога  | 15-3   | Жаірзіньо Розенстрайк | Нокаут (удар)                         | UFC 249                                      | 9 травня 2020     | 1     | 0:19 | Джексонвілл, США         | Виступ вечора. |
| Перемога  | 14-3   | Жуніор дус Сантус     | Технічний нокаут (удари руками)       | UFC on ESPN: Ngannou vs. dos Santos          | 29 червня 2019    | 1     | 1:11 | Міннеаполіс, США         | Виступ вечора. |
| Перемога  | 13-3   | Кейн Веласкес         | Нокаут (удари руками)                 | UFC on ESPN 1                                | 17 лютого 2019    | 1     | 0:26 | Фінікс, США              | |
| Перемога  | 12-3   | Кертіс Блейдс         | Технічний нокаут (удар рукою)         | UFC Fight Night 141 Blaydes vs. Ngannou 2    | 24 листопада 2018 | 1     | 0:44 | Пекін, Китай             | Виступ вечора. |
| Поразка   | 11-3   | Деррік Льюїс          | Одностайне рішення                    | UFC 226                                      | 6 липня 2018      | 3     | 5:00 | Лас-Вегас, США           | |
| Поразка   | 11-2   | Стіпе Міочіч          | Одностайне рішення                    | UFC 220                                      | 20 січня 2018     | 5     | 5:00 | Бостон, США              | Бій за титул чемпіона UFC у важкій вазі.                                                                             |
| Перемога  | 11-1   | Алістар Оверім        | Нокаут (лівий аперкот)                | UFC 218                                      | 2 грудня 2017     | 1     | 1:42 | Детройт, США             | |
| Перемога  | 10-1   | Андрій Орловський     | Технічний нокаут (удари)              | UFC on Fox 23 Shevchenko vs. Pena            | 28 січня 2017     | 1     | 1:32 | Денвер, США              | Виступ вечора. |
| Перемога  | 9-1    | Ентоні Хемілтон       | Больовий прийом (Кімура)              | UFC Fight Night 102 Lewis vs. Abdurakhimov   | 9 грудня 2016     | 1     | 1:57 | Олбані, США              | Виступ вечора. |
| Перемога  | 8-1    | Боян Михайлович       | Технічний нокаут (удари)              | UFC on Fox 20 Holm vs. Shevchenko            | 23 липня 2016     | 1     | 1:34 | Чикаго, США              | |
| Перемога  | 7-1    | Кертіс Блейдс         | Технічний нокаут (зупинка лікарем)    | UFC Fight Night 86 - Rothwell vs. Dos Santos | 16 квітня 2016    | 2     | 5:00 | Загреб, Хорватія         | |
| Перемога  | 6-1    | Луїс Енріке           | Нокаут (удар)                         | UFC on Fox 17 - Dos Anjos vs. Cerrone 2      | 19 грудня 2015    | 2     | 2:53 | Орландо, США             | |
| Перемога  | 5-1    | Вільям Бодатт         | Технічний нокаут (удари)              | KHK MMA National Tryouts — Finale 2015       | 28 травня 2015    | 3     | 1:48 | Мадінат-Іса, Бахрейн     | |
| Перемога  | 4-1    | Люк Нгелека           | Задушливий прийом (гільйотина стоячи) | SHC 10 — Carvalho vs. Belo                   | 20 вересня 2014   | 1     | 0:44 | Женева, Швейцарія        | |
| Перемога  | 3-1    | Білал Тахтахі         | Нокаут (удар)                         | 100 % Fight 20 — Comeback                    | 5 квітня 2014     | 1     | 3:58 | Леваллуа-Перре, Франція  | |
| Перемога  | 2-1    | Ніколас Спік          | Задушливий прийом (ручної трикутник)  | 100 % Fight 20 — Comeback                    | 5 квітня 2014     | 2     | 2:10 | Леваллуа-Перре, Франція  | |
| Поразка   | 1-1    | Зумана Сіссе          | Одностайне рішення                    | 100 % Fight — Contenders 21                  | 14 грудня 2013    | 2     | 5:00 | Париж, Франція           | |
| Перемога  | 1-0    | Речід Бензина         | Больовий прийом (важіль ліктя)        | 100 % Fight — Contenders 20                  | 30 листопада 2013 | 1     | 1:44 | Париж, Франція           | |

## Кар'єра в боксі

### Нганну проти Ф'юрі
28 жовтня 2023 року в Ер-Ріяді, Саудівська Аравія, Нганну зустрівся з непереможним чемпіоном WBC у важкій вазі британцем Тайсоном Ф’юрі в професійному боксерському поєдинку, названому «Битвою найкрутіших». Не зважаючи на те, що для Нганну це був дебют у боксі, він зміг відправити Ф'юрі в нокдаун у третьому раунді, та все ж програв розділеним рішенням суддів (95–94, 96–93, 94–95).

### Нганну проти Джошуа
Натхнений вдалим дебютом у боксі, Нганну домовився про бій з ексчемпіоном світу британцем Ентоні Джошуа.
До поєдинку, який відбувся 8 березня 2024 року, Джошуа підійшов більш відповідально, ніж Ф'юрі, і не надав камерунцю жодного шансу. Нганну вперше опинився в нокдауні у першому раунді, а у другому після другого нокдауну був брутально нокаутований.